# Maklura
Maklura (lat. Maclura), rod dvodomnog bodljikavog manjeg drveća, grmova i penjačica iz porodice dudovki. Pripada mu deset vrsta na jugu i jugoistoku Azije, istočnim dijelovima Afrike, jugu Sjeverne Amerike Južnoj Americi.
Neke vrste (M. pomifera) uvezene su i u dijelove Europe (uključujući među njima i Hrvatsku).
Većina vrsta roda kudranija (Cudrania) uključena je u rod maklura.

## Vrste
1. Maclura africana (Bureau) Corner
2. Maclura andamanica (King ex Hook.f.) C.C.Berg
3. Maclura brasiliensis (Mart.) Endl.
4. Maclura cochinchinensis (Lour.) Corner
5. Maclura fruticosa (Roxb.) Corner
6. Maclura humbertii (Leandri) Corner
7. Maclura pomifera (Raf.) C.K.Schneid.
8. Maclura spinosa (Willd.) C.C.Berg
9. Maclura tinctoria (L.) D.Don ex Steud.
10. Maclura tricuspidata Carrière

## Sinonimi
- Cardiogyne Bureau
- Chlorophora Gaudich.
- Cudrania Trécul
- Cudranus Miq.
- Ioxylon Raf.
- × Macludrania André
- Plecospermum Trécul
- Sukaminea Raf.
- Toxylon Raf.
- Vanieria Lour.
- Fusticus Raf.